# آندرانوپاسی
آندرانوپاسی (به لاتین: Andranopasy) یک منطقهٔ مسکونی در ماداگاسکار است که در مانجا واقع شده‌است. آندرانوپاسی ۱۰٬۰۰۰ نفر جمعیت دارد و ۵ متر بالاتر از سطح دریا واقع شده‌است.